# ماهیان سرپخ ژرف‌زی
ماهیان سرپخ ژرف‌زی (نام علمی: Bembridae) نام یک تیره از راسته عقرب‌ماهی‌سانان است.